# 後藤元信
後藤 元信 （ごとう もとのぶ、1956年（昭和31年）8月7日 - ）は、日本の化学工学者。名古屋大学大学院工学研究科教授。学位は名古屋大学博士（工学）。主に超臨界流体場でのプラズマやレーザー技術などの研究を得意とする。

## 主な略歴
- 1979年03月  名古屋大学  工学部  化学工学科  卒業
- 1981年03月  名古屋大学大学院  工学研究科  化学工学専攻  博士前期課程  修了
- 1984年03月  名古屋大学大学院  工学研究科  化学工学専攻  博士後期課程  修了
- 名古屋大学・助手 , 1984年04月 ～ 1988年08月
- 熊本大学・講師 , 1988年08月 ～ 1993年09月
- 熊本大学・助教授 , 1993年10月 ～ 2001年01月
- 熊本大学・教授 , 2001年02月 ～ 2012年03月
- 名古屋大学・教授 , 2012年04月 ～

## 主な所属学会
- 化学工学会
- 日本高圧力学会
- 日本吸着学会
- 日本食品工学会
- 分離技術会
- 日本化学会
- 応用物理学会
- 高分子学会
- International Society for Advancement of supercritical Fluids　など

## 主な受賞
- 2017年 - 日本食品工学会研究賞
- 2016年 - 第15回 グリーン・サステイナブルケミストリー(GSC)賞 文部科学大臣賞 [1]
- 2012年 - 化学工学会創立75周年記念表彰
- 2007年 - プラスチック化学リサイクル研究会研究功績賞
- 2006年 - 化学工学会研究賞 　など

## 著書
- 『実用超臨界流体技術』 福里 隆一・後藤 元信 共著　分離技術会　2012年
- 『躍進する超臨界流体技術 ―新しいプロセスの原理とその実用化―』 後藤 元信 編著　コロナ社　2014年